# Lennart Stekelenburg
Lennart Stekelenburg (Rotterdam, 22 oktober 1986) is een voormalig Nederlands zwemmer.
Hij is gespecialiseerd in de schoolslag. In 2005 maakte hij zijn internationale seniorendebuut bij de wereldkampioenschappen langebaan (50 meter) in Montreal. Daar sneuvelde hij in de series, zowel op de 50 als op de 100 meter schoolslag.
Stekelenburg is woonachtig Mijnsheerenland en aangesloten bij Topzwemmen West-Nederland (TWN) waar hij wordt getraind door Martijn van de Maagdenberg. Hij won een zilveren (50 meter schoolslag) en een bronzen medaille (100 meter schoolslag) bij de Europese Jeugdkampioenschappen van 2004 in Lissabon.
Op 23 maart 2008 zwom hij een nieuw Nederlands record op de 50 m schoolslag, 27,95. Hij wist zich met deze tijd te kwalificeren voor de finale van de Europese kampioenschappen zwemmen 2008.
Op 15 maart 2012 liet hij tijdens de series van de Swim Cup in Eindhoven vormbehoud op de 100 meter schoolslag zien met een tijd van 1.00,97 (limiet 1.01,13), waardoor hij zijn ticket voor de Olympische Spelen in Londen veiligstelde.
Op 17 juni 2013 heeft hij aangekondigd per direct te stoppen met zijn zwemcarrière

## Internationale toernooien
| Jaar | Olympische Spelen                                            | WK langebaan                                                                   | WK kortebaan                                               | EK langebaan                                              | EK kortebaan |
| ---- | ------------------------------------------------------------ | ------------------------------------------------------------------------------ | ---------------------------------------------------------- | --------------------------------------------------------- | --- |
| 2005 |                                                              | 23e 50m schoolslag 33e 100m schoolslag                                         |                                                            |                                                           | 15e 50m schoolslag DQ 100m schoolslag |
| 2006 |                                                              |                                                                                | geen deelname                                              | 29e 50m schoolslag 26e 100m schoolslag                    | 29e 50m schoolslag 34e 100m schoolslag |
| 2007 |                                                              | geen deelname                                                                  |                                                            |                                                           | 19e 50m schoolslag · 21e 100m schoolslag · 21e 200m schoolslag · DQ 4x50m vrije slag · 4x50m wisselslag · Stekelenburg zwom enkel de series |
| 2008 | geen deelname                                                |                                                                                | geen deelname                                              | 6e 50m schoolslag 24e 100m schoolslag 33e 200m schoolslag | 27e 50m schoolslag 8e 100m schoolslag 18e 200m schoolslag 5e 4x50m wisselslag Stekelenburg zwom enkel de series                             |
| 2009 |                                                              | 25e 50m schoolslag 22e 100m schoolslag DQ 4x100m wisselslag                    |                                                            |                                                           | geen deelname |
| 2010 |                                                              |                                                                                | 17e 50m schoolslag 15e 100m schoolslag 13e 200m schoolslag | 50m schoolslag · 6e 100m schoolslag · 4x100m wisselslag   | 9e 50m schoolslag 6e 100m schoolslag 10e 200m schoolslag                                                                                    |
| 2011 |                                                              | 7e 50m schoolslag 11e 100m schoolslag 11e 200m schoolslag 5e 4x100m wisselslag |                                                            |                                                           | geen deelname |
| 2012 | 7e 4x100m wisselslag 20e 100m schoolslag 18e 200m schoolslag |                                                                                |                                                            |                                                           | |

## Persoonlijke records
Bijgewerkt tot en met 8 april 2011

### Kortebaan
| Afstand         | Tijd    | Datum            | Plaats    |
| --------------- | ------- | ---------------- | --------- |
| 50m schoolslag  | 26,85   | 5 december 2010  | Amsterdam |
| 100m schoolslag | 58,79   | 15 december 2010 | Dubai     |
| 200m schoolslag | 2.07,38 | 17 december 2010 | Dubai     |

### Langebaan
| Afstand         | Tijd    | Datum            | Plaats    |
| --------------- | ------- | ---------------- | --------- |
| 50m schoolslag  | 27,44   | 13 augustus 2010 | Boedapest |
| 100m schoolslag | 59,50   | 19 april 2009    | Amsterdam |
| 200m schoolslag | 2.11,35 | 8 april 2011     | Eindhoven |